# Adenophora ningxianica
Adenophora ningxianica là loài thực vật có hoa trong họ Hoa chuông. Loài này được S.Ge & D.Y.Hong mô tả khoa học đầu tiên năm 1999.